# Krasne, Zhurivka
Krasne (în ucraineană Красне) este localitatea de reședință a comunei Krasne din raionul Zhurivka, regiunea Kiev, Ucraina.

## Demografie
Componența lingvistică a localității Krasne
     Ucraineană (98,85%)
     Alte limbi (1,16%)
Conform recensământului din 2001, majoritatea populației localității Krasne era vorbitoare de ucraineană (98,85%), existând în minoritate și vorbitori de alte limbi.